# Saint-Pierre-des-Corps
Saint-Pierre-des-Corps település Franciaországban, Indre-et-Loire megyében. Lakosainak száma 15 698 fő (2022. január 1.). Saint-Pierre-des-Corps Larçay, Rochecorbon, Saint-Avertin, Tours és La Ville-aux-Dames községekkel határos.

## Népesség
A település népessége az elmúlt években az alábbi módon változott:
| Lakosok száma | 15 232 | 18 313 | 17 947 | 15 651 | 15 404 | 15 745 | 15 838 | 15 967 | 15 898 | 15 698 |
|               | 1968   | 1982   | 1990   | 2006   | 2013   | 2015   | 2017   | 2019   | 2020   | 2022   |